# زاسادا
زاسادا (به لاتین: Zásada) یک منطقهٔ مسکونی در جمهوری چک است که در شهرستان یابلونتس ناد نیسوو واقع شده‌است.